# Râul Climăuți
Râul Climăuți sau Râul Moise este un curs de apă, afluent al râului Suceava.  Are izvorul în Ucraina și are o lungime de aproximativ 9,5 km. Râul Climăuți traversează două localități: Climăuți și Costișa, unde se varsă în râul Suceava.

## Hărți
- Ovidiu Gabor - Economic Mechanism in Water Management ][nefuncțională]
- Harta județului Suceava